# La Mort heureuse
La Mort heureuse (literalment en català, "La mort feliç") és el nom de la primera novel·la de l'escriptor i filòsof francès Albert Camus. El tema existencialista de la novel·la és la "voluntat per ser feliç", la creació conscient de la felicitat pròpia, i la necessitat de temps (i diners) per aconseguir-ho. Presa gran part de la seva trama de les memòries de l'autor —incloent-hi el seu treball a la comissió marítima d'Algèria, el seu sofriment per la tuberculosi i els seus viatges per Europa—, Camus va escriure i corregir la novel·la entre 1936 i 1938, però després va decidir no publicar-la. És clarament la precursora de la seva obra més famosa: L'estranger, publicada el 1942. El protagonista de La Mort heureuse es diu Patricio Mersault, molt similar al nom del protagonista de L'estranger, Meursault; tots dos són francesos algerians que maten un home sense que importi gaire el fet. La Mort heureuse va ser publicada, finalment, el 1971, més de deu anys després de la mort de Camus.

## Trama
És una novel·la curta i està dividida en dues parts. La primera part, titulada "Mort natural", descriu la vida monòtona i buida de Patricio Mersault, amb el seu avorrit treball d'oficinista, i la seva relació poc important amb la seva núvia. Mersault aconsegueix conèixer el ric i invàlid Roland Zagreus, que li ensenya a Mersault una forma d'escapar: "Només es necessita temps per a ser feliç. Molt temps. La felicitat, també, consisteix a tenir gran paciència. I gairebé sempre ens passem la vida gastant temps per guanyar diners, quan hauríem d'estar gastant diners per guanyar temps". Mersault decideix, aleshores, matar Zagreus i quedar-se amb la seva fortuna, per així construir la seva felicitat.
La segona part, titulada "Mort conscient", relata el viatge que fa Mersault per tot Europa amb els diners de Zagreus. Viatjant en tren de ciutat en ciutat, no aconsegueix trobar la seva anhelada pau i decideix tornar a l'Alger, a viure en una casa al costat del mar amb tres joves amigues. Tots aquí tenen una sola fita: la recerca de la felicitat. Però Mersault necessita solitud. Es casa amb una bella dona a la qual no estima, compra una casa en un poble a prop de la platja, i s'hi muda sol. "A aquesta hora de la nit, la seva vida li semblava una cosa tan remota... Se sentia tan sol i indiferent envers tot i ell mateix que Mersault va sentir que per fi havia aconseguit allò que tant volia: que la pau que ara l'omplia naixés del pacient abandonament propi que havia seguit i aconseguit sense l'ajuda d'aquest càlid món tan disposat a negar-se-li sense ira." Greument malalt, Mersault va tenir una mort feliç.